# الخير الشامل
برنامج الخير الشامل هو مشروع بوابة وطنية للتبرعات الإلكترونية، أطلقته وزارة العمل والتنمية الاجتماعية بالمملكة العربية السعودية في عام 2010. تمكن البوابة أفراد المجتمع من التبرع إلى الجهات والمنظمات والمؤسسات والجمعيات الأهلية الخيرية المعتمدة رسمياً تحت إشراف مباشر من وزارة العمل والتنمية الاجتماعية وزيادة الموارد المالية لهذه الجهات.

## أهداف البوابة
تهدف البوابة إلى تحقيق الآتي:
- بناء قاعدة بيانات شاملة للوزارة تشتمل جميع التبرعات الواردة والصادرة من وإلى مختلف الشرائح العاملة في القطاعات الأهلية التابعة للوزارة.
- بث روح المشاركة بين أفراد المجتمع لتبني مشاريع خيرية وطنية من خلال الاطلاع المباشر لمشاريع الجمعيات الأهلية، أو المشاريع المراد دعمها وذلك عبر بوابة إلكترونية.
- سرعة التواصل بين جميع الجهات والشرائح المستفيدة من خلال الترابط الإلكتروني لهذا النظام (الرسائل القصيرة SMS ـ النظام على الإنترنت ـ...).
- التوثيق الكامل لجميع تفاصيل التبرعات والمشاريع والبرامج الخيرية وباختلاف أنواع المواد التوثيقية (ورقية، صوتية، مرئية...)، وإرفاقها في إطار المشاريع والبرامج المنفذة.
- إصدار تقارير إستراتيجية ودورية عن التبرعات تسهم في تحقيق رؤية ورسالة الوزارة المرتبطة بالعمل الخيري والأهلي مما يُسهم في اتخاذ القرار.
- صناعة الشفافية الكاملة للمشاريع والبرامج وزيادة ثقافة الجهات المستفيدة في ذلك من خلال نشر جميع البرامج والمشاريع وجعلها متاحة لجميع أفراد المجتمع ورغبة في زيادة الثقة بهذه الجمعيات ومحاربة لأصناف الإرهاب وغسيل الأموال.

## الجهات المستفيدة
الجهات التي تشرف عليها وزارة العمل والتنمية الاجتماعية:
- الجهات الأهلية (الجمعيات الأهلية – لجان التنمية الاجتماعية الأهلية ـ الجمعيات التعاونية...).
- المؤسسات الأهلية (الجهات المانحة).
- المتبرعين.
- الجهات الشريكة المختلفة (الحكومية والغير حكومية) والتي تحددها الوزارة.

## الخدمات

### خدمة التبرع الإلكتروني
تنظم البوابة عملية التبرع لتكون أكثر تنظيماً للمسجَّل فيها. وذلك من ناحية حفظ الجمعيات التي يهتم بأنشطتها، والمشاريع التي يفضلها، وكذلك التبرع لاحقاً والاطلاع على التبرعات السابقة وإضافة تبرع دوري. تتيح البوابة أيضاً ميزة تتمثل في التعليق على المشروع أو الاستفسار عنه. وخدمة "سلة التبرعات"؛ تُمكن المتبرع المسجَّل في البوابة من تصفح المشاريع ثم التبرع في أكثر من مشروع مرة واحدة.
ومن الخدمات الإلكترونية العامة التي تقدمها البوابة؛ خدمة حاسبة الزكاة، وخدمة تحويل العملات، وخدمة إحصائيات المناطق التي تحتوي على معلومات إحصائية عنها، ومواقيت الصلاة، وخدمة الحصول على رقم حساب الآيبان IBAN المصرفي للجهات الخيرية، وخدمة خريطة الجهات، التي تعرض الجهات الخيرية على خريطة السعودية، وخدمة معلومات الاتصال بالجهات وطريقة التبرع عن طريق قطاف.

## الإدارة والرؤساء
مدير عام مشروع الخير الشامل: المهندس أحمد الراجحي.

## وصلات خارجية
- موقع الخير الشامل الرسمي.ٍ
- إحصائيات التبرعات على موقع الخير الشامل.